# Observatório Monte Lemmon
O observatório Monte Lemmon (em inglês:  Mount Lemmon Infrared Observatory) é um observatório astronômico localizado no estado norte-americano do Arizona, aproximadamente 73km a norte da Universidade do Arizona, na Floresta Nacional do Coronado das Montanhas de Santa Catalina. O principal telescópio do observatório possui 1,5 metros de diâmetro.